# Grigol Abaschidse
Grigol Grigolowitsch Abaschidse (georgisch გრიგოლ გრიგოლის ძე აბაშიძე; russisch Григол Григолович Абашидзе; geb. 19. Julijul. / 1. August 1914greg. in Tschiatura, Russisches Kaiserreich; gest. 29. Juli 1994 in Tiflis, Georgien) war ein georgisch-sowjetischer Dichter und Romanautor.

## Leben und Werk
Abaschidse schloss 1936 die Universität Tiflis ab. Bereits zwei Jahre zuvor hatte er seine ersten Werke veröffentlicht. Zentraler Held in seinen Gedichten ist der Sowjetbürger als harter Arbeiter und Aufbauer des Kommunismus („Für immer in Rüstung“, 1938; „Der Gründer“, 1939). Zu seiner Reife gelangte er während des Großen Vaterländischen Krieges mit Werken wie „Die Feinde“ (1941), „Das Panzerduell“ (1941), „Die Banner“ (1943) und „Der unbezwingbare Kauskasus“ (1943).
1942 schrieb er das Erzählgedicht „Georg der Sechste“ (1942), welches den Kampf der Georgier für nationale Unabhängigkeit porträtiert. 1944 trat er in die KPdSU ein. In den Gedichtszyklen „An der südlichen Grenze“ (1949) und „Lenin in Samgori“ (1950) brachte Abaschidse seinen sowjetischen Patriotismus zum Ausdruck. Für beide Zyklen erhielt er 1951 den Stalinpreis. Außerdem verfasste er zusammen mit Alexander Abascheli den Text zur Nationalhymne der Georgischen SSR.
Er schrieb auch historische Romane über das Leben im Georgien des 13. Jahrhunderts („Lascharela“, 1957; „Die lange Nacht“). 1959 erschien sein dramatisches Erzählgedicht „Die Legende der ersten Bewohner von Tiflis“, zwei Jahre später „Reise in drei Zeiten“.
Seit 1967 wirkte er als Vorsitzender des Georgischen Schriftstellerverbandes, auch war er ab 1970 Mitglied im Sekretariat des Schriftstellerverbandes der UdSSR. 1979 wurde er als Mitglied in die Georgische Akademie der Wissenschaften gewählt.
Abaschidse schrieb auch für Kinder. Sein Grab befindet sich auf dem Ehrenfriedhof Didube-Pantheon.

## Auszeichnungen
- Ehrenzeichen der Sowjetunion (1946)
- Stalinpreis (1951)
- Orden des Roten Banners der Arbeit (1958)
- 2 Leninorden (1971, 1974)
- Held der sozialistischen Arbeit (1974)
- Orden der Oktoberrevolution (1984)
- Schota-Rustaweli-Staatspreis (1994, posthum)

## Werke (Auswahl)
In deutscher Übersetzung von Heinz Fähnrich:
- Lascharela – König von Georgien, Rütten & Loening, Berlin 1975, 1982, 1987, König, Greiz 2014.
- Die lange Nacht, Rütten & Loening, Berlin 1978. unter dem Titel Rusudan – Königin von Georgien, König, Greiz 2015.
- Zotne Dadiani – Fürst von Georgien, König, Greiz 2016.